# Ashland (Kentucky)
Pour les articles homonymes, voir Ashland.
Ashland est une ville du comté de Boyd, dans le nord-est de l'État du Kentucky, aux États-Unis.
Elle est située le long de la rivière Ohio. Selon le recensement de 2000, sa population était de 21 981 habitants. Ashland est l'un des plus grands centres économiques et médicaux du nord-est du Kentucky.

## Personnalités célèbres
- Allison Anders, réalisatrice.
- Trace Cyrus, musicien et chanteur.
- Jillian Hall, catcheuse.
- Ashley Judd, actrice.
- Kathleen Maddox, mère de Charles Manson.
- Venus Ramey, Miss America en 1944.
- Julie Reeves, chanteuse de country.
- Brandon Webb, joueur de baseball.
- Chuck Woolery, acteur.
- Lynndie England, condamnée pour torture sur des prisonniers irakiens à la prison d'Abu Grahib
- Simona Zanini, chanteuse italo-américaine née à Ashland en 1961